# Vilhelm August Hansen
Vilhelm August Hansen (født 24. oktober 1743, død 20. maj 1796) var en dansk kollegiedeputeret og godsejer.

## Liv og gerning
Hans fader, generalkrigskommissær Stephen Hansen, ejede godset Frydendal på Sjælland. Sønnen, der var født 24. oktober 1743 og 1764 blev student, tilkøbte sig denne ejendom ved skiftet efter faderens død.

### En dygtig og human godsejer
Gård og gods var dengang meget forfaldne; men den unge Hansen satte stor kraft og dygtighed ind på at bringe alt på fode. Mens det kun var alt for almindeligt, at godsejerne hensynsløst brugte bøndernes hoveri for at få deres hovedgårdes marker bragt i god stand, så Hansen, at på bøndernes velstand beroede i virkeligheden også hans eget tarv, og endnu mere drev det varme hjerte, han havde for bondestanden, ham til at gøre, hvad han kunne, for at hjælpe sine fæstere og husmænd. Han istandsatte eller opbyggede gårde for dem, hjalp dem med at rejse stengærder og skænkede dem pile til hegn og frugttræer til deres haver. Hans husmænd fik hver 3 tønder land imod at svare enten 3 Rdl. eller 16 arbejdsdage årlig, gårdmændene støttede han til at komme ud af fællesskabet, og han havde gerne gjort dem til arvefæstere og ladet deres hoveri blive afløst, hvis de ikke selv havde ment, at de vovede alt for meget derved.

### Medlem af Landhusholdningsselskabet
Opmærksomheden blev efterhånden henledt på denne dygtige og humane godsejer, han spillede en vigtig rolle i Landhusholdningsselskabet, og han var i tiden fra 1782-87 en af dette selskabs 3 præsidenter. Også var han kommet ind på handelsvejen og gik der fra over på embedsbanen. Allerede 1769 blev han adjungeret faderen, og det følgende år succederede han denne som «Kjøbmand for Negotien» (*c: administrator for handelen) på Færøerne. 1781 fik han sæde i den da oprettede direktion for den islandske, færøske, finmarkske og grønlandske handel, og 1784 udnævntes han til deputeret i Rentekammeret. Han var af den slags mænd, som Christian Ditlev Frederik Reventlow netop ønskede at få ansat der. Sammen med Reventlow var han da også medlem af den kommission, der i 1785 og følgende år gennemførte det vigtige omdannelsesværk på Frederiksborg og Kronborg Amter, der var forløberen for landboreformerne og beskreves af ham i et 1790 udgivet skrift.

### Medlem af Den Store Landbokommission
Mest gjorde han sig dog fortjent som medlem af den store Landbokommission (1786). Man må nævne ham som den mest fremragende i denne næst Reventlow og Christian Colbjørnsen. Han udtalte sit standpunkt ved her at ytre: "Jeg kjendte aldrig større glæde, end om det var muligt, om jeg ved mine ringe Raad kunde befordre mine Medbrødres, den agtværdige Bondestands, Lyksalighed." Det er hans ære, at han i kommissionen først fremsatte tanken om at afløse stavnsbåndet mod blot at forpligte de udskrivningspligtige til at opholde sig i visse større distrikter (amter eller regimentsdistrikter), og det var ham, der foreslog en kort overgangstid, 10-12 år, inden dette ulige lettere bånd kunne afløse det tunge stavnsbånd. Både når man tænker på hans virksomhed som godsejer og på hans deltagelse i Landbokommissionen, vil man finde, at der var god grund til, at han ved sin død, 20. maj 1796, blev mindet som den højt fortjente mand. 1769 var han blevet kancelliråd, 1774 justitsråd, 1779 etatsråd og 1789 konferensråd.